# Ezio Pascutti
Ezio Pascutti (né le 1er juin 1937 à Mortegliano et mort le 4 janvier 2017 à Bologne) est un footballeur et entraîneur italien de football. Il était attaquant.

## Biographie
Ezio Pascutti passe l'intégralité de sa carrière à Bologne, club avec lequel il remporte un Scudetto lors de la saison 1963-1964 et une Coupe Mitropa en 1961.
Ezio Pascutti compte 17 sélections avec la Nazionale de 1958 à 1967, pour 8 buts. Il dispute deux coupes du monde en 1962 et 1966, où l'Italie est éliminée dès le premier tour.
Il entame ensuite une carrière d'entraîneur avec des équipes amateurs, en Série D, sans grand succès.

## Palmarès
- Championnat d'Italie (Série A) :
  - Champion en 1963-1964

- Coupe Mitropa :
  - Vainqueur en 1961